# مايكل ماكان
مايكل ماكان (بالإنجليزية: Michael McCann)‏ مواليد 5 مارس 1976، هو موسيقي ومنتج أسطوانات وملحن كندي. قام بتلحين عدة برامج تلفاز وأفلام وألعاب فيديو. حصل على ترشيحات في عدة أحداث مثل جوائز سبايك لألعاب الفيديو وجوائز ليو ومن الأكاديمية البريطانية لفنون الفيلم والتلفزيون.

## أعمال
- ديوس إكس: مانكايند دفايدد
- ديوس إكس: هيومن ريفوليوشن
- توم كلانسي سبلينتر سيل: دبل ايجنت
- اكس كوم: العدو المجهول

## وصلات خارجية
- مايكل ماكان على موقع IMDb (الإنجليزية)
- مايكل ماكان على موقع ميوزك برينز (الإنجليزية)
- مايكل ماكان على موقع أول ميوزيك (الإنجليزية)
- مايكل ماكان على موقع ديسكوغز (الإنجليزية)
- مايكل ماكان على موقع قاعدة بيانات الفيلم (الإنجليزية)

- الموقع الإلكتروني